# Montpedrós (Santa Coloma de Cervelló)
El Montpedrós es una montaña de 348 metros de altitud ubicada entre los municipios de Santa Coloma de Cervelló y Torrellas de Llobregat en la comarca del Bajo Llobregat, en la provincia de Barcelona (Cataluña, España).   La cima pertenece al municipio de Santa Coloma de Cervelló.  
En la cima podemos encontrar un vértice geodésico (referencia 285127002).
La cima del Montpedrós, vista desde el este o el oeste, puede observarse una forma plana, como la de un volcán. Esto se debe a que en la antigüedad era una fortificación de vigilancia, se supone que para evitar la entrada de los Sarracenos, en la llamada Marca Hispánica.   
Se puede observar en los alrededores de esta cima, los muros y lo que serían las torres de vigilancia. 
Cabe destacar, que a unos 75 metros dirección norte, respeto de la "Ermita de San Antonio",  se encuentra una piedra tallada del escultor Francesc Punsola, colocada en los años 1990 y mutilada en 2020, que popularmente - pero erróneamente - se ha asociado a los grabados rupestres.
La entrada de vehículos resta prohibida en toda la montaña, para llegar a la cima, lo mejor es subir por la calle Ramón Berenguer de Santa Coloma de Cervelló, hasta su punto más alto, dejar el vehículo, y subir a pie.  Son unos 30-40 minutos de recorrido.